# Левстики
Левстики (словен. Levstiki) — поселення в общині Рибниця, регіон Південно-Східна Словенія, Словенія.